# Économie et Statistique / Economics and Statistics
Économie et Statistique / Economics and Statistics (anciennement Économie et Statistique) est une revue scientifique éditée par l’Insee.

## Présentation
Économie et Statistique présente des articles traitant de tous les phénomènes économiques et sociaux, au niveau micro ou macro, s’appuyant sur les données de la statistique publique ou sur d'autres sources. La revue publie également des articles consacrés à des méthodes statistiques ou économétriques d’intérêt pour la recherche appliquée en économie et en sciences sociales. La revue vise également, par son exigence de qualité de la démarche scientifique et de pédagogie, à contribuer au débat économique et social en apportant des éclairages accessibles à des lecteurs qui ne sont pas nécessairement spécialistes des questions traitées.
La revue est à dominante économique et propose des articles de sociologie quantitative. Les parutions alternent numéros thématiques et numéros de mélanges.
La publication est disponible gratuitement en ligne au format PDF dans les deux langues d'édition.
Économie et Statistique est la plus ancienne publication de l'Insee encore en existence, son premier numéro remonte à mai 1969. Le 1er mars 2017, elle change de nom et devient Économie et Statistique / Economics and Statistics.

## Rédacteurs en chef
Les rédacteurs en chef successifs ont été :
- Michel-Louis Lévy (no 1, mai 1969 - no 40, décembre 1972)
- Alain Desrosières (no 41, janvier 1973 - no 62, décembre 1974)
- Bruno Durieux (no 63, janvier 1975 - no 70, septembre 1975)
- Catherine Blum-Girardeau (no 71, octobre 1975 - no 125, septembre 1980)
- Claude Thélot (1981 - 1982)
- Daniel Temam (1983 - 1985)
- Alain Charraud (1986 - 1989)
- Philippe Domergue (1989 - 1993)
- Pierre Morin (1993 - 2011)
- Didier Blanchet (2011 - 2015)
- Laurence Bloch (2016-2018)
- Sophie Ponthieux (2019 -